# Б'ярні Герйольфссон
Б'я́рні Ге́рюльфссон (норв. Bjarni Herjólfsson; X століття) — норвезький (ісландський) мореплавець, який, за переказами, вперше досяг узбережжя Америки в 986 році.
«Сага про гренландців» повідомляє, що Б'ярні плив з Ісландії до своїх батьків, які в той рік вирішили відправитися до Гренландії. Однак у те літо 985-го або 986-го року Б'ярні збився з курсу через шторм, не маючи ні карти, ні компаса. Оскільки раніше він не бував у Гренландії, то поплив навмання. Далеко на заході він виявив пагорби, вкриті лісами, які виглядали придатними для проживання. Б'ярні, тим не менше, прагнув дістатися до батьків і не став висаджуватися на берег і досліджувати нові землі. Він повідомив про них і в Гренландії, і в Норвегії, але в той час ніхто не виявив інтересу до його відкриття.
Десять років по тому Лейф Еріксон поставився до повідомлення Б'ярні більш серйозно, купив судно, на якому Б'ярні подорожував, найняв команду з 35 чоловік і вирушив на пошуки нової землі, в результаті чого досяг, як вважається зараз, Ньюфаундленду — і заснував там колонію Вінланд.

## Масова культура
- Історія Б'ярні зображена у пародійному вигляді в романі Машина часу «Техніколор» Гаррі Гаррісона.